# Marsden Park, New South Wales
Marsden Park este o suburbie în Sydney, Australia.